# Футбольный стадион имени Виктора Лосева
«Футбольный стадион им. В.Лосева» — стадион в Муроме.

## История
Стадион в Парке 50–летия Советской власти закладывался в 1965 году и открывался вместе с парком в 1967 году. До 1975 года здесь регулярно проводились футбольные матчи в рамках первенства Владимирской области. Потом стадион стал приходить в упадок. Носил названия 
«Городской стадион» и «Стадион парка им. 50-летия Советской власти».
29 и 30 апреля 2017 года на стадионе парка 50-летия Советской власти прошёл Кубок имени Николая Гастелло – традиционный турнир, который открывает футбольный сезон в городе. После этого началась реконструкция стадиона, который было предложено переименовать в честь земляка, Олимпийского чемпиона, капитана олимпийской сборной СССР по футболу Виктора Лосева.
Второе дыхание стадиона связано с чемпионатом мира 2018. Глобальная реконструкция объекта началась в мае 2017 года, а уже 3 августа состоялось торжественное открытие Главой округа Муром Евгением Рычковым и Олимпийским чемпионом Виктором Лосевым, имя которого и носит этот спортивный объект. На территории построено административное здание, где оборудованы комфортные раздевалки и душевые для спортсменов, медицинский кабинет, судейская. Вдоль поля установлены две трибуны (южная и северная, она же центральная — крытая). Количество мест на стадионе увеличено вдвое с 1'000 до 2'080 (по другим данным 2'036).
Сразу же после торжественного открытия стадиона, состоялась первая домашняя игра Первенства России по футболу среди команд клубов ПФЛ (2-й дивизион зона «Запад») сезона 2017/2018 ФК «Муром» и «Текстильщик» (Иваново), итог которой 0:2 в пользу гостей.
Билеты на домашние матчи команды «Муром» в кассе стадиона выдаются бесплатно.
По итогам первого, после реконструкции, сезона стадион с наполняемостью 98% стал вторым в России после стадиона «Краснодар».
В 2020 году на стадионе проходил региональный турнир международного фестиваля «Локобол-2020-РЖД» с участием 51 команды из Владимирской и Нижегородской областей.

## Официальные соревнования
- Кубок России по футболу
- Вторая лига России по футболу
- Чемпионат Владимирской области по футболу
- Кубок Владимирской области по футболу
- Суперкубок Владимирской области: 2015[10]

## Матчи
Кубок России по футболу
| Розыгрыш | Стадия | Дата       | Соперник           | Счет | Зрители |
| -------- | ------ | ---------- | ------------------ | ---- | ------- |
| 2016/17  | 1/256  | 16.07.2016 | Знамя Труда        | 0:2  | 2000    |
| 2018/19  | 1/128  | 30.07.2018 | Рязань             | 0:2  | 2080    |
| 2019/20  | 1/64   | 05.08.2019 | Арарат (Москва)    | 2:3  | 2080    |
| 2020/21  | 1/256  | 05.08.2020 | Рязань             | 2:1  | 2080    |
| 2022/23  | 1/64   | 14.09.2022 | Торпедо (Владимир) | 0:0  | 1040    |

Товарищеские матчи
| Дата       | Соперник        | Счет | Зрители |
| ---------- | --------------- | ---- | ------- |
| 31.03.2019 | Нижний Новгород | 4:1  | 1800    |